# Laguna De Plantados Y Laguna De Agón
Laguna De Plantados Y Laguna De Agón este o arie protejată (arie specială de conservare — SAC, sit de importanță comunitară — SCI) din Spania întinsă pe o suprafață de 54,1 ha, integral pe uscat.

## Localizare
Centrul sitului Laguna De Plantados Y Laguna De Agón este situat la coordonatele 41°50′38″N 1°24′35″W / 41.844°N 1.40979°V.

## Înființare
Situl Laguna De Plantados Y Laguna De Agón a fost declarat sit de importanță comunitară în iulie 2000 pentru a proteja 1 specie de plante. Situl a fost protejat și ca arie specială de conservare în februarie 2021.

## Biodiversitate
Situată în ecoregiunea mediteraneană, aria protejată conține 4 habitate naturale: Salicornia și alte specii anuale care populează regiunile mlăștinoase și nisipoase, Pășuni mediteraneene udate de apa mării (Juncetalia maritimi), Tufărișuri halofile mediteraneene și termo-atlantice (Sarcocornetea fruticosi), Stepe sărăturate mediteraneene (Limonietalia).
La baza desemnării sitului se află o specie protejată de  plante: Riella helicophylla.
Pe lângă speciile protejate, pe teritoriul sitului au mai fost identificate 1 specie de plante, 6 specii de păsări, 1 specie de amfibieni, 1 specie de reptile.